# WTA Genf
Das WTA Genf (offiziell: Geneva European Open) war ein Tennisturnier der WTA Tour, das in Genf ausgetragen wurde.

## Siegerliste

### Einzel
| Jahr                   | Siegerin                  | Finalgegnerin     | Ergebnis      |
| ---------------------- | ------------------------- | ----------------- | ------------- |
| 1987                   | Chris Evert               | Manuela Maleewa   | 6:3, 4:6, 6:2 |
| ↓ Kategorie: Tier V ↓  |                           |                   |               |
| 1988                   | Barbara Paulus            | Lori McNeil       | 6:4, 5:7, 6:1 |
| 1989                   | Manuela Maleeva           | Conchita Martínez | 6:4, 6:0      |
| ↓ Kategorie: Tier IV ↓ |                           |                   |               |
| 1990                   | Barbara Paulus            | Helen Kelesi      | 2:6, 7:5, 7:6 |
| 1991                   | Manuela Maleeva-Fragnière | Helen Kelesi      | 6:3, 3:6, 6:3 |

### Doppel
| Jahr                   | Siegerinnen                              | Finalgegnerinnen                           | Ergebnis      |
| ---------------------- | ---------------------------------------- | ------------------------------------------ | ------------- |
| 1987                   | Betsy Nagelsen Elizabeth Smylie          | Laura Gildemeister Catherine Tanvier       | 4:6, 6:4, 6:3 |
| ↓ Kategorie: Tier V ↓  |                                          |                                            |               |
| 1988                   | Christiane Jolissaint Dinky Van Rensburg | Maria Lindstrom Claudia Porwik             | 6:1, 6:3      |
| 1989                   | Katrina Adams Lori McNeil                | Larissa Sawtschenko Natallja Swerawa       | 2:6, 6:3, 6:4 |
| ↓ Kategorie: Tier IV ↓ |                                          |                                            |               |
| 1990                   | Louise Field Dinky Van Rensburg          | Elise Burgin Betsy Nagelsen                | 5:7, 7:6, 7:5 |
| 1991                   | Nicole Provis Elizabeth Smylie           | Cathy Caverzasio Manuela Maleewa-Fragnière | 6:1, 6:2      |